# Achalarus
Achalarus es un género de lepidópteros ditrisios de la subfamilia Eudaminae  dentro de la familia Hesperiidae.

## Especies
- Achalarus albociliatus (Mabille, 1877)
- Achalarus casica (Herrich-Schäffer, 1869)
- Achalarus lyciades (Geyer, 1832)
- Achalarus tehuanaca (Draudt, 1922)
- Achalarus toxeus (Plötz, 1882)